# Miliusa sinensis
Miliusa sinensis Finet & Gagnep. – gatunek rośliny z rodziny flaszowcowatych (Annonaceae Juss.). Występuje naturalnie w północnej części Wietnamu oraz w południowych Chinach (w prowincjach Guangdong, Junnan i Kuejczou oraz w regionie autonomicznym Kuangsi). 

## Morfologia
PokrójZimozielone drzewo dorastające do 6 m wysokości. Młode pędy są owłosione.
LiścieMają kształt od eliptycznego do podłużnie eliptycznego. Mierzą 5–13 cm długości oraz 2–5 cm szerokości. Są owłosione od spodu. Nasada liścia jest od rozwartej do zaokrąglonej. Blaszka liściowa jest o wierzchołku od tępego do spiczastego. Ogonek liściowy jest owłosiony i dorasta do 3 mm długości.
KwiatySą pojedyncze, rozwijają się w kątach pędów. Mierzą 10–15 mm średnicy. Działki kielicha mają lancetowaty kształt, są rozpostarte i dorastają do 3 mm długości. Płatki wewnętrzne mają owalny kształt i czerwonopurpurową barwę, osiągają do 10–15 mm długości. Kwiaty mają owłosione owocolistki o jajowatym kształcie.
OwocePojedyncze mają kształt od kulistego do odwrotnie jajowatego, zebrane w owoc zbiorowy. Są nagie, zwisające, osadzone na szypułkach. Osiągają 7–10 mm długości i 7–8 mm szerokości.

## Biologia i ekologia
Rośnie w gęstych lasach. Występuje na wysokości od 500 do 1500 m n.p.m. Kwitnie od kwietnia do października, natomiast owoce dojrzewają od lipca do grudnia.